# Forever Your Girl (альбом)
Forever Your Girl — дебютный студийный альбом американской певицы Полы Абдул.
Альбом получил в основном смешанные отзывы от музыкальных критиков, которые критиковали слабый голос Абдул, но позитивно оценили вклад продюсеров, которые создали для исполнительницы убедительные танцевальные поп-песни, которые подчеркивали её хореографию в клипах.
Forever Your Girl получил большой коммерческий успех, став одним из бестселлеров 1980-х годов. Пластинке потребовались рекордные 62 недели, чтобы возглавить национальный чарт США Billboard 200. Четыре сингла из него возглавили Billboard Hot 100, в том числе «Straight Up», «Forever Your Girl», «Cold Hearted» и «Opposites Attract». «(It’s Just) The Way That You Love Me» после переиздания достигла 3-й строчки Billboard Hot 100. В США было продано более семи миллионов экземпляров диска, а мировой тираж превысил 12 миллионов.
Как отмечалось многими журналистами, Абдул смогла получить широкую известность благодаря своим музыкальным клипам и выпустив альбом стала, в первую очередь, звездой поколения MTV. Наибольшую известность ей принёс клип на песню «Straight Up». На церемонии MTV Video Music Awards 1989 года это видео получило номинации в шести категориях и выиграло в четырёх: «Лучшее женское видео», «Лучшее танцевальное видео», «Лучшая хореография» и «Лучший монтаж». На церемонии 1990 года клип «Opposites Attract» также получил шесть номинаций.
Видео «Opposites Attract» принесло Абдул первую награду «Грэмми» в категории «Лучшее короткое музыкальное видео», а «Straight Up» была номинирована в категории «Лучшее женское исполнение в стиле поп». Forever Your Girl также получил номинацию на премию Juno Awards в категории «Международный альбом года».

## Предыстория
В середине 1980-х Пола Абдул стала известна как успешный хореограф. Её первой работой стала постановка танцевальных номеров в клипе группы The Jacksons «Torture». В 1984 году, когда Абдул была руководителем группы чирлидиров Laker Girls команды «Лос-Анджелес Лейкерс», её заметили участники коллектива и пригласили в Нью-Йорк. Позже она продолжила ставить танцевальные номера в некоторых клипах, в том числе в большинстве видео Джанет Джексон эпохи её альбома Control. Эрик Хендерсон из Slant Magazine писал, что танцевальные способности Джексон, развитые тогда неизвестным хореографом Абдул, значительно поспособствовали продвижению певицы в высший эшелон звёзд. В 1987 году хореограф получила награду MTV Video Music Awards в категории «Лучшая хореография», которую она ставила в клипе Джексон «Nasty». Другие её работы включали постановки танцев для групп ZZ Top, Duran Duran и The Pointer Sisters, а также для фильмов «Бегущий человек» и «Поездка в Америку». Из-за большой занятости она была уволена из Laker Girls.
Джанет Джексон советовала Абдул серьёзно заняться музыкой, и хореограф последовала её совету. В 1987 году она основала девичью группу Cheer Girls и записала демоальбом на свои сбережения. Хотя её голос был слабым, её танцевальные способности стали большим плюсом для шоу-бизнеса. Она много работала и наняла преподавателя по вокалу. Используя свои связи в музыкальной индустрии, Абдул смогла связаться с именитыми продюсерами и авторами песен, которых попросила написать для её группы демо. Motown Records отказал Абдул, после прослушивания записей. Об активности Абдул узнали менеджеры лейбла Virgin Records, которые пригласили её на встречу, одобрили демо, но предложили Поле выступать сольно, так как девичьи группы не были популярными на тот момент. Абдул записалась сольно и через несколько дней подписала контракт с Virgin. В The Los Angeles Times писали, что «[альбом] Control Джексон оказался настолько мощным хитом, что каждый лейбл искал исполнительницу в таком же R&B/танцевальном стиле, как и у неё. В 1987 году Virgin подписал [Абдул], как возможность для себя зайти на эту территорию».

## Запись
Запись альбома началась в тот момент, когда Абдул ещё была занята во многих проектах, как хореограф. Менеджеры Virgin составили промодиск из песен различных исполнителей, который разослали на радиостанции. На этом диске присутствовала «Knocked Out», которую тут же поставили в эфир калифорнийские радиостанции. Исполнительница говорила, что всё произошло неожиданно и ей тут же позвонили менеджеры, сказав, что необходимо завязывать с хореографией и начать запись альбома. Певица записала вокальные партии для песен в очень короткий срок (шесть недель), после чего был сделан мастеринг.

## Реакция критики
| Оценки критиков               | Оценки критиков |
| Источник                      | Оценка          |
| ----------------------------- | --------------- |
| AllMusic                      | [ 13 ]          |
| Robert Christgau              | (C)             |
| Encyclopedia of Popular Music | [ 15 ]          |
| MusicHound                    | [ 16 ]          |
| People                        | без оценки      |
| The Rolling Stone Album Guide | [ 18 ]          |
| RPM                           | без оценки      |

Автор книги Rhythm and Blues, Rap, and Hip-hop Френк Хофманн писал, что Forever Your Girl был встречен со смешанными отзывами от музыкальных критиков, которые негативно отнеслись к вокальным данным Абдул. Однако он отметил, что захватывающие фанковые аранжировки и яркие видеоклипы заложили коммерческий успех альбома. В журнале People писали, что Абдул не смогла предстать в альбоме хорошим вокалистом, но всем было и так ясно, что она прекрасный танцор — и именно в этом ключе была создана музыка. В издании посчитали, что самой интригующей стороной альбома стало огромное число очень известных продюсеров, которые были привлечены к его созданию. Роберт Кристгау дал диску среднюю оценку, написав, что успех пластинки был непредсказуем, так как сама Абдул скорее походила на имитацию артиста, чем на имитатора поп-музыки и её авторство лишь одной песни в альбоме стало подтверждением этому. Брайан Басс из AllMusic дал Forever Your Girl положительную оценку в 4 балла из 5-ти возможных. Он также, как и другие критики отмечал, что Абдул была обделена вокальными данными, но находил, что именно такой высокий голос идеально подходил для синтезаторного данс-попа конца 1980-х гг. Автор посчитал, что, в целом, пластинка была целостным поп-альбомом с чередой отличных танцевальных поп-песен.
В опросе американских критиков Pazz & Jop за 1989 год песня «Straight Up» попала на 23-е место в рейтинге лучших синглов года. Эрик Хендерсон из Slant Magazine писал, что для Абдул попадание в этот «ультра-эксклюзивный» рейтинг можно считать неожиданным признанием музыкальных критиков. Автор писал, что Forever Your Girl был важным альбомом для певицы и включал несколько отличных, но обделённых вниманием треков (например, «State of Attraction»), но настоящей вершиной её карьеры стал второй альбом Spellbound (1991), который доказал, что она не «звезда-однодневка». В 1990 году Forever Your Girl получил номинацию на премию Juno Awards в категории «Международный альбом года».

## Коммерческий успех
После релиза Forever Your Girl показал слабые результаты, дебютировав 23 июля 1988 года на 184-й позиции в чарте США. Пластинка впервые возглавила американский чарт альбомов Billboard 200 7 октября 1989 года. Йан Денок из Chicago Tribune писал, что Абдул поставила новый рекорд в чартах, так как её дебютной работе понадобились рекордные 64 недели и многие месяцы успешного пребывания в топ-10, чтобы наконец возглавить Billboard 200. Как отмечал журналист, на данное достижение частично повлиял успех песни «(It’s Just) The Way That You Love Me», которая смогла уже на третьей неделе, после переиздания, достичь 39-го места в Billboard Hot 100, хотя она не была успешна, когда была издана вторым синглом из альбома.
Forever Your Girl занял третье место в итоговом чарте Billboard 200 за 1989 год. Два сингла из альбома попали в десятку самых успешных песен года: «Straight Up» заняла 4-ю строчку, а «Cold Hearted» — шестую. 3 февраля 1990 года альбом снова возглавил американский чарт, продержавшись на первом месте 9 недель подряд. В целом, пластинка провела на вершине Billboard 200 десять недель. Альбом получил дважды-платиновый сертификат от RIAA 19 июля 1989 года, за два миллиона отгруженных в магазины Америки экземпляров. Позже он каждые два месяца получал ещё один дополнительный платиновый сертификат, пока, 23 июля 1990 года, не достиг семикратно-платинового статуса.
В Канаде альбом имел схожий коммерческий успех. Он возглавил национальный чарт и получил семикратно-платиновый статус, за 700 тысяч проданных экземпляров. Forever Your Girl также возглавил чарт Австралии. В Европе он имел более скромный коммерческий успех, попав в топ-20 чартов Нидерландов, Норвегии, Швеции и Швейцарии. В Великобритании пластинка достигла 3-го места в чарте UK Albums Chart, а в 1990 году получила платиновый сертификат, за 300 тысяч проданных экземпляров. Мировой тираж альбома составил 12 миллионов экземпляров.

## Список композиций
| №   | Название                                        | Автор(ы)                                            | Продюсер (ы)          | Длительность |
| --- | ----------------------------------------------- | --------------------------------------------------- | --------------------- | ------------ |
| 1.  | «The Way That You Love Me»                      | Оливер Лейбер                                       | Лейбер                | 5:22         |
| 2.  | «Knocked Out»                                   | Бэйбифейс, Дерил Симмонс, Эл Эй Рейд                | Бэйбифейс, Эл Эй Рейд | 3:52         |
| 3.  | «Opposites Attract» (при участии The Wild Pair) | Лейбер                                              | Лейбер                | 4:24         |
| 4.  | «State of Attraction»                           | Глен Баллард, Сейда Гарретт                         | Баллард               | 4:07         |
| 5.  | «I Need You»                                    | Джесси Джонсон, Та Мара                             | Джесси Джонсон        | 5:01         |
| 6.  | «Forever Your Girl»                             | Лейбер                                              | Лейбер                | 4:58         |
| 7.  | «Straight Up»                                   | Эллиот Вулф                                         | Вулф                  | 4:11         |
| 8.  | «Next To You»                                   | Кёртис «Фитс» Уильямс, Кендел Стабс, Сандра Уильямс | Кёртис «Фитс» Уильямс | 4:26         |
| 9.  | «Cold Hearted»                                  | Вулф                                                | Вулф                  | 3:51         |
| 10. | «One or the Other»                              | Пола Абдул, Кёртис «Фитс» Уильямс, Дункан Пейн      | Кёртис «Фитс» Уильямс | 4:10         |

## Чарты и сертификации
| Чарт (1989/1990) | Высшая позиция |
| ---------------- | -------------- |
| Австралия        | 1              |
| Великобритания   | 3              |
| Дания            | 24             |
| Канада           | 1              |
| Нидерланды       | 19             |
| Норвегия         | 17             |
| Новая Зеландия   | 19             |
| США              | 1              |
| Франция          | 12             |
| Швеция           | 6              |
| Швейцария        | 15             |
| Япония           | 94             |

| Чарт                 | Позиция |
| -------------------- | ------- |
| Австралия (1990)     | 20      |
| Billboard 200 (1989) | 3       |

| Чарт (1990—1999) | Позиция |
| ---------------- | ------- |
| Billboard 200    | 53      |

| Страна         | Сертификация  | Продажи    |
| -------------- | ------------- | ---------- |
| Канада         | 7× платиновый | 700 000+   |
| Гонконг        | Золотой       | 15 000+    |
| Великобритания | Платиновый    | 300 000+   |
| США            | 7× платиновый | 7 000 000+ |